# Reinout Oerlemans
Reinout Oerlemans (Mill, 10 juni 1971) is een Nederlands mediaondernemer, producent en de Nederlandse honoraire consul van Los Angeles. Hij verwierf bekendheid als acteur in Goede tijden, slechte tijden en richtte daarna het bedrijf Eyeworks op.

## Biografie

### Jeugd
Reinout Oerlemans is geboren in het Brabantse Mill in Kasteel Aldendriel, dit landgoed was eigendom van zijn opa. Hij groeide op in Den Haag, zijn vader was tandarts. In zijn jeugd speelde Oerlemans hockey en viool. Hij volgde VWO op Vrijzinnig Christelijk Lyceum en schreef zich in voor een studie rechten.

### Carrière beginjaren
Oerlemans werd begin jaren 90 op straat gescout voor een rol in de nieuwe Nederlandse soapserie Goede tijden, slechte tijden. Hij vertolkte zes jaar, tot 1996, de rol van Arnie Alberts. Hierna stopte hij met acteren en legde zich toe op presenteren.
Hij presenteerde de programma's: Heartbreak Hotel, Gekkenhuis, Wedden Dat, Idols en de talkshow Pulse. Bij Wedden Dat, dat hij in 1999 presenteerde voerde hij als enige presentator van dit programma de zaalweddenschappen niet uit. Dit deed zijn assistente Fabienne de Vries voor hem op locatie.

### Eyeworks
In 2001 richtte hij productiebedrijf Eyeworks op, samen met ondernemers Robert van den Bogaard en Ronald van Wechem. Bekende Nederlandse tv-rogramma's van het bedrijf zijn So You Wanna Be a Popstar, Flikken Maastricht, Sterren Dansen op het IJs, De Nationale IQ Test en De TV Competitie. Eyeworks groeide uit naar een toonaangevend productiebedrijf met titels in tientallen landen en productievestigingen in Nederland, België, Duitsland, Zweden, Denemarken, het Verenigd Koninkrijk, Spanje, Argentinië, Brazilië, Chili, Nieuw-Zeeland, Australië en de Verenigde Staten.

#### Film
Naast tv-programma's produceerde het productiebedrijf ook films, waaronder: New Kids Turbo (2010), New Kids Nitro (2011), De Marathon (2012) en Bro's Before Ho's (2013). Naast de productie van Komt een vrouw bij de dokter (2009) en Nova Zembla (2011) regisseerde Oerlemans deze films ook.

#### Verkoop
Op 2 juni 2014 is Warner Bros. Television Group, die eerder een deel overnam, definitief eigenaar geworden van de gehele Eyeworks Groep. Met uitzondering van Eyeworks USA, deze blijft zelfstandig en in handen van de oprichters, onder wie Reinout Oerlemans. Hij zal aan de slag gaan als topbestuurder bij Eyeworks USA, dat een internationale distributieovereenkomst met Warner Bros. heeft gesloten. In 2015 veranderde de naam van het bedrijf naar Warner Bros. International Television Production Nederland. De filmafdeling van Eyeworks ging verder onder de naam Kaap Holland Film.

### Presentator
Naast zijn werk als producent bleef Oerlemans actief als presentator. In 2004 won hij de Zilveren Televizier Ster voor de beste mannelijke televisiepersoonlijkheid. Na 15 jaar voor RTL 4 gewerkt te hebben verhuisde hij in september 2005 naar de TROS. Bij de TROS presenteerde hij kort de TV Show en Lachen met de TROS.

### Vastgoed
Als ondernemer heeft Oerlemans in de loop der jaren een flinke positie opgebouwd in de Amsterdamse vastgoedmarkt. Meer dan vijftig panden in Amsterdam heeft hij vergaard door de verkoop van zijn productiebedrijf Eyeworks. In 2016 kocht Oerlemans panden aan in de Spaarndammerstraat, die samengetrokken werden tot één grote winkel.

### Honorair Consul
Sinds mei 2022 is hij honorair consul in Los Angeles voor Nederland. Dat betekent dat hij Nederland officieel representeert in onder meer de bevordering van samenwerking tussen het Nederlandse en Amerikaanse bedrijfsleven. Oerlemans volgt architect Jan van Tilburg op, die twaalf jaar de positie in heeft gevuld. Nederlandse honorair consuls vertegenwoordigen Nederland op belangrijke plaatsen waar geen ambassade of consulaat is. De honorair consul in Los Angeles valt onder de jurisdictie van de consulaat-generaal van het consulaat in San Francisco.

## Privéleven
Samen met Daniëlle Overgaag, zijn echtgenote sinds 28 juni 2008, heeft Oerlemans vier kinderen: twee zoons en twee dochters.
Op 9 maart 2014 werd Oerlemans onwel na het spelen van een hockeywedstrijd. Hij heeft zelf nog naar het ziekenhuis kunnen rijden alwaar bleek dat hij een hartaanval had gekregen. Daarna is hij overgebracht naar het AMC waar hij een succesvol verlopen bypassoperatie onderging.
In 2015 kocht Oerlemans voor $21 miljoen in Los Angeles een villa die hij liet renoveren en in 2021 voor $70 miljoen verkocht aan zanger The Weeknd, wat volgens The Wall Street Journal een van de grootste woningtransacties in Los Angeles was.

## Televisie

### Acteur

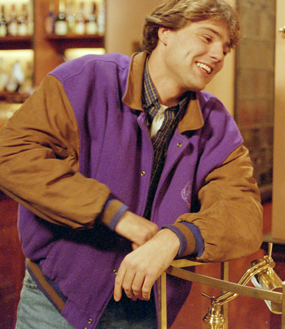
Oerlemans als Arnie Alberts in 1995.

- Goede tijden, slechte tijden - Arnie Alberts (1990-1996)
- All Stars - Van Lieshout (afl. "Krulleput en Schrielemiet") (2001)
- New Kids Turbo - Zichzelf (2010)

### Presentator
TROS
- Postcode Jackpot (1994-1995) (samen met Pernille La Lau)
- Superster (2005-2006)
- TROS TV Show (2006)
- Gouden Loeki (2006, 2007)

Veronica
- Heartbreak Hotel (1995)

SBS6
- Tele-Belshow (1996) (samen met Katja Schuurman)

RTL 4
- Heartbreak Hotel (1997-1999)
- Postcode Loterij Recordshow; Straatprijzen (1998)
- Wedden dat..? (1999) (samen met Fabienne de Vries)
- Gekkenhuis (1999-2000)
- Typisch 80 (2001-2002)
- Idols (2002-2004) (samen met Tooske Breugem)
- De Tien (2002-2003)
- Pulse (2003-2004)

AVRO
- Gouden Televizier-Ring Gala (2012) (samen met Kim-Lian van der Meij)
- Strictly Come Dancing (2012) (samen met Kim-Lian van der Meij)

## Regisseur
- Komt een vrouw bij de dokter (2009)
- Nova Zembla (2011)

## (Film)producent
- De Marathon (2012)
- Doodslag (2012)
- New Kids Turbo (2010)
- Komt een vrouw bij de dokter (2009)
- Nova Zembla (2011)
- New Kids Nitro (2011)
- Test The Nation
- Ticket To The Tribes
- Who Wants To Marry My Son
- CQC
- OctoMom Me & My 14 Kids
- De brief voor de koning (2008)
- Flikken Maastricht (2007)
- Beat The Blondes
- The OCD Project
- The Italian Dream
- I Know What You Did Last Friday
- Love Triangle with Wendy Williams and Extreme Makeover: Weight Loss Edition (Obese)